# توفند آیدا
توفند آیدا (انگلیسی: Hurricane Ida) یک توفند فعال و بسیار قدرتمند مناطق حاره است که به عنوان دومین توفند شدید در ایالت لوئیزیانا آمریکا به ثبت رسیده‌است، در سال‌های ۱۸۵۶ و ۲۰۲۰ ایالت لوئیزیانا در توفند کاترینا با شدیدترین بادها و ریزش شن و قوی‌ترین گردباد دریایی مواجه گردید.
این توفند نهمین توفند نامگذاری شده، چهارمین توفند و دومین مقیاس سافیر سیمپسون در توفند فصلی آتلانتیک ۲۰۲۱، توفندی بود که نخست از یک موج حاره‌ای که در روز ۲۳ اوت توسط مرکز ملی توفند (NHC) کنترل می‌شد، سرچشمه گرفت و در ۲۶ اوت ۲۰۲۱ به دریای کارائیب وارد شد. در ۲۷ اوت سال ۲۰۲۱، ایدا به‌عنوان یکی از توفندهای رده ۱ دسته‌بندی شد و در روز بعد تشدید گردید. آیدا در روز ۲۸ اوت در ساعت ۱۸ به توفند رده دو و در ۲۹ اوت ساعت ۶ صبح روز بعد، به توفند رده سه و سپس درعرض یک ساعت، با تشدید سرعت، برای نخستین بار به بادهایی با سرعت ۱۵۰ مایل بر ساعت به توفند درجه ۴ تبدیل گردید.
آیدا در ۲۹ اوت، در شانزدهمین سالگرد توفند کاترینا به زمین رسید. کاترینا تنها توفندی است که با فشار مرکزی پایین‌تری به لوئیزیانا رسید.

## خسارت‌ها

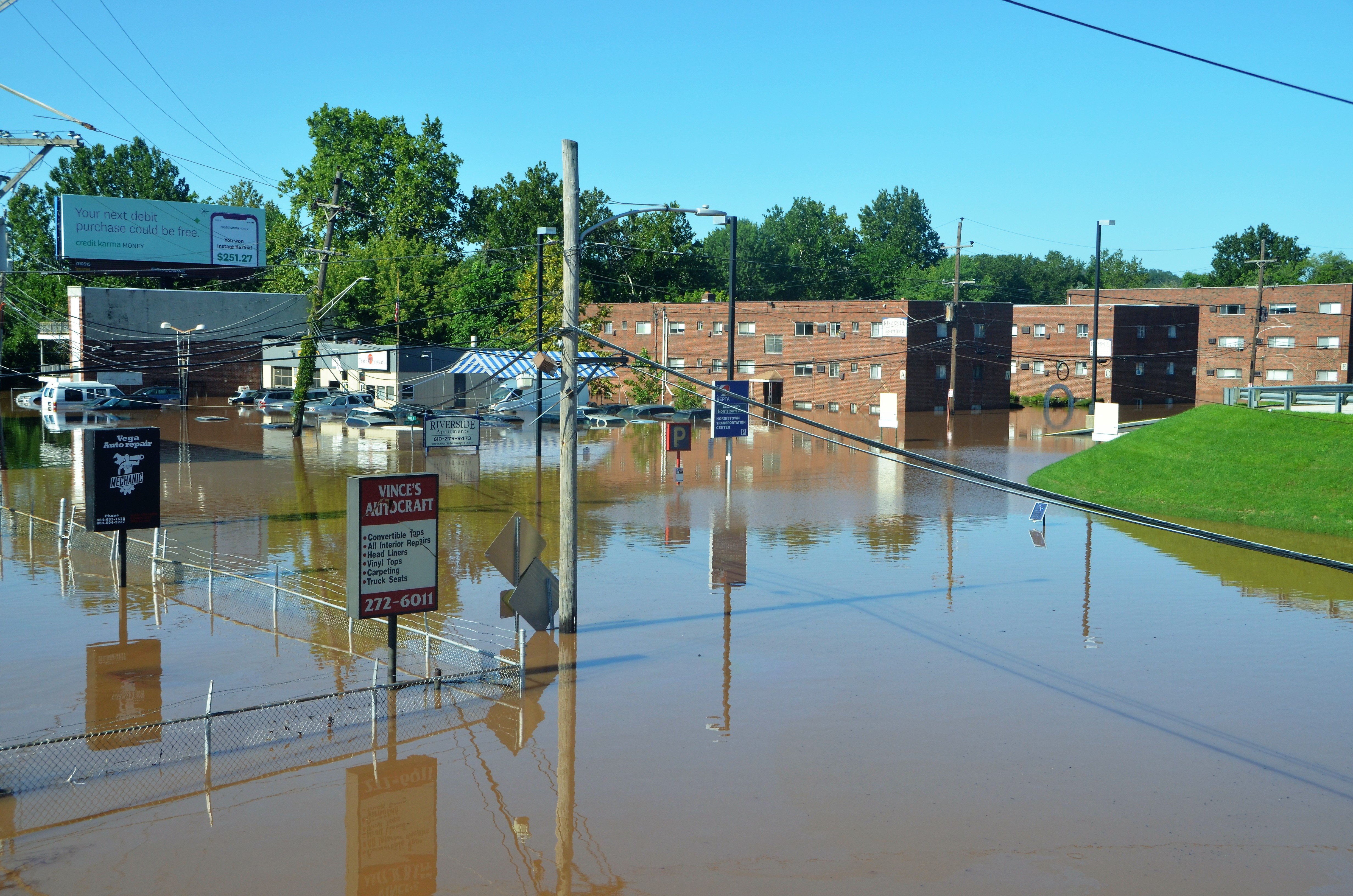
اثرات توفند آیدا در نوریس تاون

آیدا در طول گذر کوتاهی که از کوبا داشت، درختان نخل را درهم شکست و بسیاری از خانه‌ها را ویران کرد. در بخش جنوب شرقی لوئیزیانا که با سیل بسیار شدیدی همراه بود، خسارات زیرساختی گسترده‌ای وارد کرده‌است. به کشتزارهای سواحل نیواورلئان آسیبی وارد نشد اما، در شهر به خطوط برق در کل شهر خسارات گسترده‌ایی وارد شد. همچنین در این ایالت میزان بسیاری از گیاهان نیز تخریب شدند. بقایای این توفند در یکم سپتامبر گردباد شدیدی را همراه با سیل فاجعه‌باری در شمال شرقی ایالات متحده به دنبال داشت، به‌طوری‌که جاری شدن سیل در شهر نیویورک باعث متوقف شدن روند کار سامانه‌های ترابری گردید.
همچنین این طوفان باعث هفت مرگ غیرمستقیم، از جمله یک مرد که پس از قدم زدن در سیلاب توسط تمساح به قتل رسید، گردید. دو کارگر برق هنگام تعمیر آسیب شبکه برق ناشی از توفند جان باختند. چهار نفر در نیواورلئان و جفرسون پریش بر اثر مسمومیت با گاز مونوکسید کربن در حالی که از تهویه نامناسب استفاده می‌کردند جان خود را از دست دادند. این توفند حداقل ۵۰ میلیارد دلار خسارت وارد کرده‌است. از این میزان ۱۸ میلیارد دلار خسارت بیمه شده در لوئیزیانا داشته‌است، که آیدا را به ششمین و پرهزینه‌ترین توفند گرمسیری ثبت شده تبدیل کرده‌است. پس از گذشت توفند، تقریباً همه تولید نفت در امتداد ساحل خلیج مکزیک تعطیل شد. هزاران امدادگر در لوئیزیانا مستقر شدند و صدها نفر نجات یافتند. پیش‌بینی می‌شد که قطع برق احتمالاً تا یک ماه بطول انجامد. برای لوئیزیانا و بخش‌هایی از شمال شرقی وضعیت اضطراری اعلام شد. چندین رویداد ورزشی نیز به دلیل توفند منتقل، تأخیر یا لغو شد.
تا ۲ سپتامبر، ۵۶ مورد مرگ تأیید شده‌است: ۲۳ مورد در نیوجرسی، ۱۶ نفر در نیویورک، ۷ نفر در لوئیزیانا، ۵ نفر در پنسیلوانیا، ۲ نفر در می‌سی‌سی‌پی، ۱ نفر در مریلند، ۱ نفر در ویرجینیا و ۱ نفر در کانکتیکات.